# Liliovník tulipánokvětý

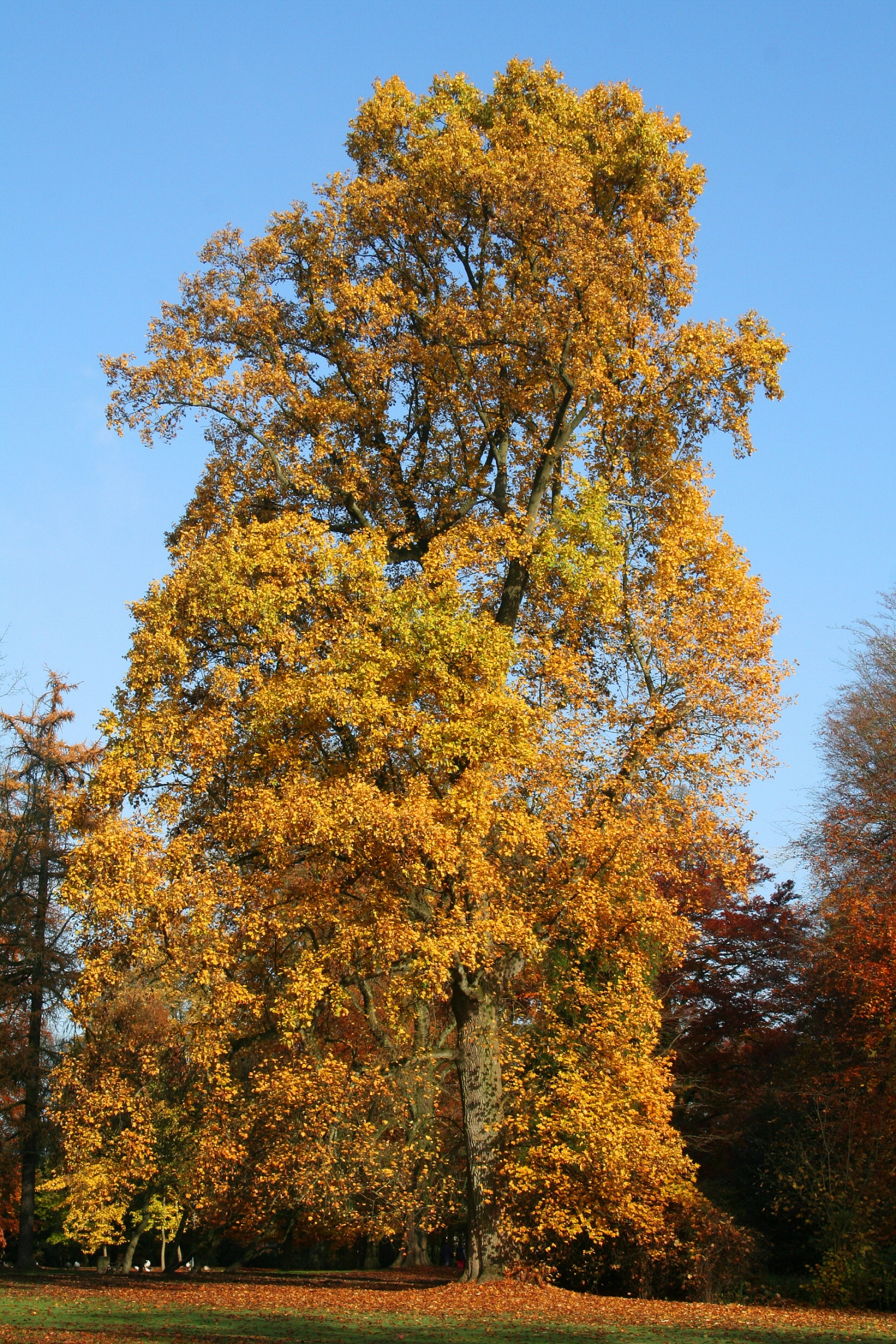
Liliovník tulipánokvětý

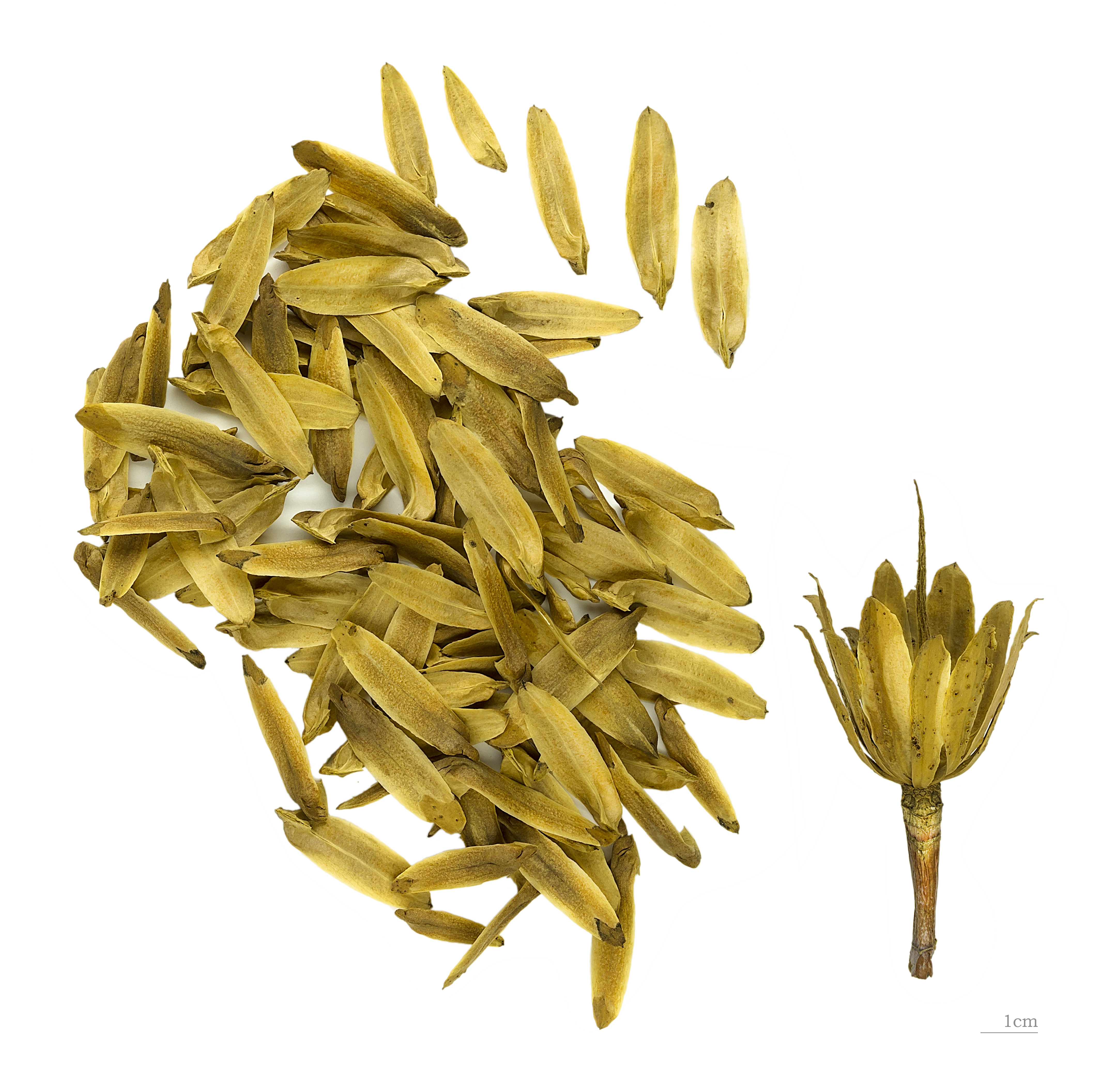
Liriodendron tulipifera

Liliovník tulipánokvětý (Liriodendron tulipifera) je listnatý strom z čeledi šácholanovitých, pocházející ze Severní Ameriky, kde běžně roste ve volné přírodě; v Evropě se pěstuje v parcích a v arboretech. V Asii se vyskytuje jeho vikarizant liliovník čínský (Liriodendron chinense). Je státním stromem státu Indiana.

## Jméno
Vědecké rodové jméno Liriodendron pochází z řečtiny a vzniklo spojením slov leirion (lilie) a dendron (strom). Domněnky, že je název odvozen od řeckého slova lýra (lyra) podle tvaru listů připomínajícího tento hudební nástroj, se nezakládají na pravdě. Druhové jméno tulipifera je odvozeno od latinského slova tulipa označujícího tulipán, podle podobnosti květů tohoto stromu s květy tulipánu.
Platné české jméno je liliovník. Toto jméno publikoval již Jan Svatopluk Presl v roce 1823 a v této podobě se objevuje ve většině současné botanické literatury. V některých zdrojích jsou udávány i alternativní starší názvy lyrovník, tulipánovník, lilijovník či lyriovník. České názvy lyrovník či lyriovník vznikly nesprávnou interpretací původu odborného názvu a v současné době se nedoporučují. Např. v Hiekeho Praktické dendrologii z roku 1978 je na prvním místě výčtu jmen název lyriovník, v Lexikonu okrasných dřevin téhož autora z roku 1994 je to již opraveno na liliovník.

## Popis
Jde o listnatý, v domovině až 58 m vysoký strom (v Česku do 40 m), obvyklé výšky 20–30 m, s korunou zpočátku kuželovitou, později vyklenutou, obvyklé šířky 10–15 m. V příhodných podmínkách ve své domovině má v dospělosti často dlouhý rovný kmen bez větví a korunou nasazenou až ve výšce 25–30 m. Listy jsou střídavé, dlouhé i široké okolo 10–15 cm, řapíkaté, dosti proměnlivého tvaru, se čtyřmi až šesti špičatými laloky (pokud je jich šest, tak pár laloků nejblíže řapíku je drobný). Na podzim se barví sytě žlutě. Kůra je zprvu šedá, později tmavě hnědá, ve stáří rozbrázděná.
Květy jsou tvarem podobné tulipánům, velké 3–5 cm; mají šest korunních lístků barvy žlutozelené až žluté (vzácně bílé) s oranžovým vzhůru prohnutým pruhem ve spodní části; kališní lístky jsou tři, dolů skloněné, světle zelené (někdy i žluté), brzy opadávající; uprostřed je velké kuželovité gyneceum, které je apokarpní, složené z mnoha plodolistů, barvy žlutozelené až žluté (vzácně bílé); tyčinek je mnoho, bledě žluté až žluté. Plody jsou křídlaté nažky, které jsou uspořádány do souplodí. Toto souplodí je podobné šišce jehličnanů, vzpřímené, 5–8 cm dlouhé.
Liliovník je opadavý a patří mezi rychle rostoucí stromy. Kvete v květnu až červenci, nejdříve po 10 letech. Snáší velké mrazy, až okolo –30 °C. Obsahuje jedovatý alkaloid tulipiferin.

## Využití
V mnoha zemích světa se používá jako okrasná dřevina, která se obvykle pěstuje v parcích a v zahradách (v Česku např. v Podzámecké zahradě v Kroměříži a v mnoha desítkách dalších zámeckých i městských parků). Vyžaduje hluboké, vlhčí a úživné půdy. V Evropě se takto využívá již od 17. století. Některé ze stromů jsou chráněny jako památné stromy.
Mimo to se v Severní Americe používá jako užitkový strom pro dřevo, které je velmi hodnotné a snadno se zpracovává. Dřevo liliovníku je lehké, měkké, z mladých stromů bílé, ze starších žluté s hnědým jádrem, které stárnutím tmavne. Používá se k výrobě nábytku, jako velmi kvalitní dřevo pro výrobu varhan a jako obkladové dřevo s kresbou.

## Památné stromy
- zámek Kozel – před jízdárnou je liliovník tulipánokvětý starý přes 150 let, je 27 metrů vysoký a obvod kmene přesahuje 3 metry.[11]
- zámek Poříčí – u jihovýchodního rohu zámku stojí liliovník tulipánokvětý zasazený nejpozději v roce 1854.[12]